# Chthonius ponticus
Chthonius ponticus är en spindeldjursart som beskrevs av Beier 1965. Chthonius ponticus ingår i släktet Chthonius och familjen käkklokrypare. Inga underarter finns listade i Catalogue of Life.